# Wilson Oruma
Wilson Oruma (Warry, 1976. december 30. –) nigériai válogatott labdarúgó.

## Pályafutása

### Klubcsapatban
Pályafutását hazájában a Bendel Insurance csapatában kezdte. 1994-ben Franciaországba a Lens csapatához igazolt, ahol négy szezont töltött, de egy alkalommal kölcsönben a Nancy-ban szerepelt.
Ezt követően játszott többek között a Samsunspor, a Nîmes, a Servette, a Sochaux, az Olympique Marseille, a Guingamp és a Kavála együtteseiben. 

### A válogatottban
Az U17-es válogatott tagjaként világbajnoki címet nyert a Japánban rendezett 1993-as U17-es világbajnokságon. 1995 és 2006 között 19 alkalommal szerepelt a nigériai válogatottban és 3 gólt szerzett. Tagja volt az 1996. évi nyári olimpiai játékokon aranyérmet szerzett válogatottnak. Részt vett a 2002-es és a 2006-os afrikai nemzetek kupáján és az 1998-as világbajnokságon.

## Sikerei, díjai
Guingamp
- Francia kupa (1): 2008–09

Lens
- Francia bajnok (1): 1997–98

Sochaux
- Francia ligakupa (1): 2003–04

Nigéria U17
- U17-es világbajnok (1): 1993

Nigéria U23
- Olimpiai bajnok (1): 1996

Nigéria
- Afrikai nemzetek kupája bronzérmes (2): 2002, 2006